# Emirates Team New Zealand
Emirates Team New Zealand, auparavant Team New Zealand, est un syndicat néo-zélandais participant à la Coupe de l'America. Son propriétaire est Grant Dalton.

## Participation aux Coupes de l'America

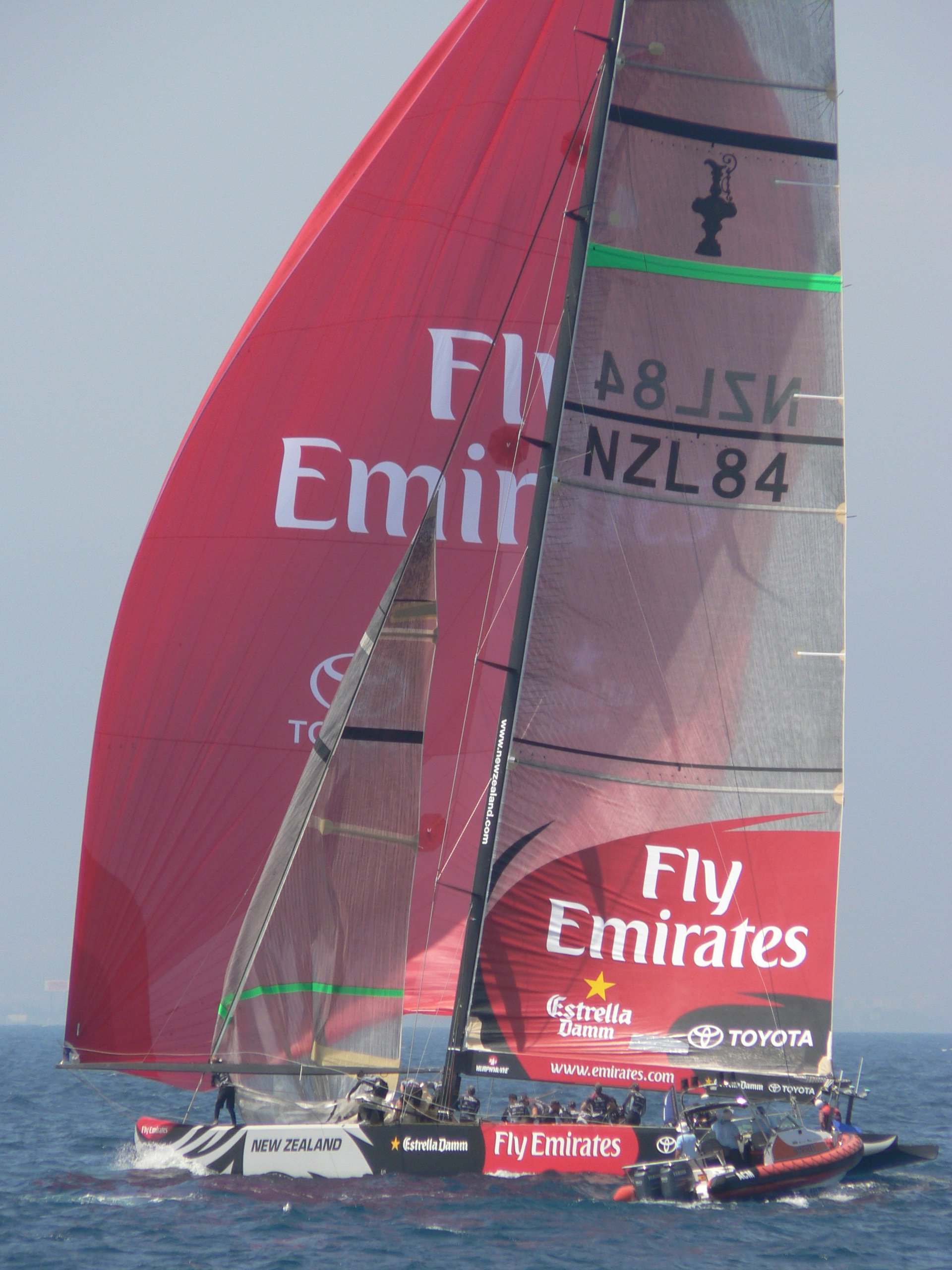
Emirates Team 2007, NZL-84 sistership de NZL-92.

Le Team New Zealand participe à huit Coupe de l'America et en remporte cinq :
- en 1995, avec le Class America Black Magic (NZL-32), skippé par Peter Blake ;
- en 2000, avec le Class America Team New Zealand (NZL-60), barré par Russell Coutts ;
- en 2017, avec l'AC50 Aotearoa (ETNZ-50), barré par Peter Burling[1] ;
- en 2021, avec l'AC75 Te Rehutai, barré par Peter Burling[1] ;
- en 2024, avec l'AC75 Taihoro, barré par Peter Burling[1].

Il la perd, avec New Zealand (NZL-82) face à Alinghi, lors de la Coupe de l'America 2003 et ne peut la reconquérir en 2007 avec New Zealand (NZL-92). Depuis 2015, son skipper est le Néo-Zélandais Peter Burling.
En 2013, le syndicat remporte la coupe Louis-Vuitton et rencontre du 7 au 22 septembre le defender américain Oracle Team USA lors de la 34e Coupe de l'America. À l'issue d'une compétition acharnée durant laquelle l'AC72 Aotearoa (NZL-5) de Emirates Team New Zealand aura jusqu'à 7 points d'avance, c'est finalement le tenant du titre Oracle Team USA qui remporte la coupe grâce à une série de 8 victoires consécutives.
Le 26 février 2015, ETNZ annonce que Dean Barker est remplacé à la barre par le médaillé olympique Peter Burling et à la direction sportive par Glenn Ashby. Barker, qui a appris la nouvelle par les médias, s'est déclaré « écœuré » par le comportement de Grant Dalton et annonce qu'il quitte le syndicat néo-zélandais.
En avril 2025, ETNZ se sépare de Peter Burling, son skipper vainqueur des trois dernières éditions.

## Record de vitesse à la voile terrestre
Le 12 décembre 2022, ETNZ bat le record de vitesse à la voile terrestre à bord du char à voile Horonuku piloté par Glenn Ashby avec une vitesse de 222,4 km/h (120,09 kt) sur le lac salé Gairdner, en Australie.
L'engin Horonuku bat à nouveau ce record le 24 février 2023 à la vitesse de 225,58 km/h, toujours sur le lac Gairdner en Australie.